# Diazépam
Le diazépam  est un médicament de la famille des benzodiazépines. Il possède des propriétés anxiolytiques, sédatives, amnésiantes et hypnotiques. Néanmoins, en raison de ses effets importants de somnolence résiduelle le lendemain matin, il est de moins en moins utilisé comme hypnotique en clinique. Comme toutes les molécules appartenant à la famille des benzodiazépines, le diazépam possède également des propriétés anticonvulsivantes et myorelaxantes. Le diazépam est notamment utile dans le cadre du traitement des crises comitiales et épileptiques. C’est un médicament de choix pour son métabolisme rapide ainsi que pour ses vertus myorelaxantes, à l’instar d'autres benzodiazépines comme le tétrazépam (Myolastan, retiré du marché européen en juillet 2013 et seule benzodiazépine à avoir reçu une autorisation de mise sur le marché pour le traitement d'appoint des contractures musculaires). 
Commercialisé en 1963 sous la marque Valium par les laboratoires Hoffmann-La Roche, c'est la seconde benzodiazépine qui est apparue sur le marché des produits pharmaceutiques, après le chlordiazépoxide (Librium) en 1960.
Le diazépam a eu un grand succès et est encore aujourd'hui l'un des tranquillisants les plus utilisés au monde. Cette molécule sert généralement de référence quant aux dosages des autres benzodiazépines. Il s'agit d'une molécule aux propriétés très polyvalentes, particulièrement puissantes et à la demi-vie longue (de 32 à 47 heures). Bien que le diazépam soit addictif, son sevrage est moins difficile que pour des benzodiazépines à la demi-vie plus courte, le syndrome de sevrage s'instaurant moins rapidement. Cette caractéristique que l'on doit à sa demi-vie relativement longue en fait l'une des molécules prescrites en première intention pour le sevrage des autres benzodiazépines à durée de demi-vie plus courte mais également de l'éthanol, autre agoniste des récepteurs GABAA, en se fixant plus longtemps sur ces derniers et par conséquent en se substituant aux autres molécules agonistes de ces mêmes récepteurs.
Le diazépam, comme toutes les autres benzodiazépines d'ailleurs, est une molécule qui devrait être prescrite pour une durée limitée à douze semaines (quatre semaines pour les hypnotiques tels que le lormétazépam (Noctamide jusqu'en janvier 2020, désormais disponible uniquement en générique), le loprazolam (Havlane) ou encore les Z-Drugs, zolpidem (Stilnox) et zopiclone (Imovane), par exemple). Or nombre de patients sont traités avec cette dernière pendant plusieurs mois voire plusieurs années, sans que leur médecin prescripteur procède à un nouveau diagnostic médical rigoureux permettant de déterminer l'utilité ou non de prolonger la prise de ce tranquillisant.

## Pharmacologie

### Pharmacodynamie
Comme la plupart des benzodiazépines, le diazépam est un activateur allostérique des récepteurs aux benzodiazépines (BZD), complexe protéique en relation avec les récepteurs GABAA. Le GABAA (acide γ-aminobutyrique) est un neurotransmetteur inhibiteur, il réduit l'excitabilité du neurone post-synaptique et joue le rôle de "calmant et relaxant" du système nerveux central.
En se liant aux récepteurs BZD, le diazépam augmente l'affinité du GABAA pour ses propres récepteurs, et également augmente la probabilité pour que le diazépam s'y fixe. Ainsi, pour une même quantité de GABAA se fixant sur ses récepteurs, on observera un effet inhibiteur plus important. Le diazépam fonctionne donc simplement en accentuant l'effet d'un neurotransmetteur dépresseur d'ores et déjà présent dans le système nerveux.
Le diazépam possède une grande biodisponibilité (80 ~ 100%) et a un délai d'action rapide (une demi-heure par voie orale). Cette action rapide s'explique par la grande liposolubilité du diazépam. Ce dernier point justifie son utilisation dans les crises comitiales ; il explique aussi en partie son usage détourné, l'effet étant intense et rapide. Cette rapidité d'action conditionne également un risque d'addiction accru. 
Le sevrage du diazépam, comme pour toutes les benzodiazépines, doit être progressif et sous surveillance médicale. L'arrêt brusque du diazépam, quand il est consommé longtemps et en grande quantité, peut être potentiellement fatal (abaissement du seuil épileptique).

### Pharmacocinétique
Le métabolisme oxydatif du diazépam conduit à la formation d'oxazépam par l'intermédiaire soit de N-desméthyldiazépam (nordazépam ou nordiazépam, principal métabolite actif), soit de 3-hydroxydiazépam (témazépam). Le diazépam et ses trois métabolites sont pharmacologiquement actifs, avec une demi-vie d'élimination plasmatique pour le nordazépam de 30 à 150 heures.
Ce métabolisme dépend de nombreuses isoenzymes du cytochrome P450, permettant la déméthylation et l'hydroxylation. Toute molécule ayant une action sur l'activité ou les niveaux d'une ou de plusieurs de ces enzymes est donc susceptible d'agir sur la métabolisation du diazépam, et donc sur ses concentrations plasmatiques et celle de ses métabolites, exposant le sujet à un potentiel surdosage, ou à une moindre efficacité du traitement. Ainsi, le jus de pamplemousse blanc, inhibiteur du CYP3A4, intensifie les effets psychotropes du diazépam et expose à un risque de surdosage.

## Usage thérapeutique
Le diazépam est utilisé dans :
- le traitement symptomatique de l'anxiété, des attaques de panique, et des états d'agitation psychomotrice[19] ;
- le traitement des symptômes neurovégétatifs associés aux vertiges[20] ;
- le traitement de symptômes de sevrage alcoolique, aux opiacés et aux benzodiazépines[19],[21] ;
- le traitement de courte durée de l'insomnie[19] (hors AMM) ;
- le traitement du tétanos, en association avec d'autres mesure de traitement intensif[22] ;
- le traitement d'appoint de la parésie musculaire spastique (paraplégie/tétraplégie) causée par un problème cérébral ou rachidien comme un accident vasculaire cérébral, une sclérose en plaques, ou un traumatisme rachidien (le traitement de longue durée est associé à des mesures de réhabilitation)[23] ;
- le traitement palliatif du syndrome de l'homme raide (syndrome de Moersch-Woltman)[24] ;
- la sédation pré- ou postopératoire, anxiolyse, amnésie (par exemple avant une endoscopie ou de la chirurgie)[23] ; son efficacité a été jugée équivalente à celle de l'hypnose lors une étude comparée sur des transplantations d'embryon[25] ;
- le traitement des complications de psychoses ou de crises liées à des surdoses d'hallucinogène et de stimulants, comme le LSD, la cocaïne ou les amphétamines en complément avec un antipsychotique ou neuroleptique (tranquillisant majeur)[26] ;
- le traitement des crises d'épilepsie[27] ;
- le traitement prophylactique de la toxicité de l'oxygène lors d'une oxygénothérapie hyperbare[28] ;
- le traitement prophylactique de la nausée et des vomissements, notamment lors des chimiothérapies[29] ;
- le traitement des contractures musculaires douloureuses (hors AMM), comme myorelaxant, à doses faibles (comme lors de lombalgies) ;
- la prévention chez l'enfant des convulsions fébriles lors de fièvre ou en présence de facteurs de risque de récidive (solution buvable)[30] ;
- le traitement des crises convulsives chez l'enfant et le nourrisson (injection par voie rectale)[31].

## Utilisation régulière
La pharmacocinétique du diazépam explique que cette molécule et ses trois métabolites restent pharmacologiquement actifs pendant de nombreux jours. L'organisme d'un consommateur quotidien de diazépam est donc en permanence exposé à un risque d'accumulation et de surdosage. Les conséquences d'une telle accumulation et d'une exposition permanente au diazépam sont encore inconnues. Si une controverse a existé sur le lien entre utilisation au long cours et maladie d'Alzheimer, la première étude sur un grand échantillon a infirmé cette hypothèse. 
Un risque accru de démence a cependant été soupçonné et est bien documenté en cas d'usage chronique des benzodiazépines. Le mécanisme d'un tel accroissement du risque est encore inconnu, malgré des hypothèses de travail contradictoires. On peut toutefois conclure que certaines benzodiazépines entraînent davantage d'effets amnésiants par rapport à d'autres, en particulier celles à courte demi-vie. 
Les études portant sur cette relation étant, pour des raisons éthiques, essentiellement observationnelles, elles souffrent de nombreux biais possibles, et portent sur des échantillons de taille parfois insuffisante.

## Contre-indications
Dans le cas d'une personne souffrant d'une myasthénie (faiblesse musculaire) grave ou d'un glaucome (maladie oculaire) à angle fermé, l'utilisation du diazépam ou de tout autre benzodiazépine est déconseillée. Les femmes enceintes, a fortiori lors du premier trimestre de la grossesse, ainsi que les femmes qui allaitent devraient s'abstenir d'utiliser du diazépam. De plus, la consommation de benzodiazépines chez l'enfant de moins de six ans est peu documentée et est, par conséquent, formellement déconseillée.
Les patients souffrant de problèmes hépatiques devraient s'orienter vers d'autres molécules que le diazépam, du fait de son métabolisme complexe. On préférera alors s'orienter vers l'oxazépam (Séresta), qui ne possède aucun métabolite actif.
L'utilisation du diazépam est proscrite dans le cas de personnes souffrant d'une maladie pulmonaire obstructive grave. Bien que les benzodiazépines soient fréquemment prescrites aux personnes souffrant de dépression (toujours en association avec un antidépresseur voire un neuroleptique), elles ne doivent pas être prescrites seules car elles ne possèdent pas de vertus anti-dépressives.

## Usage détourné
L'usage détourné des benzodiazépines est un phénomène fréquent, notamment chez les toxicomanes (souvent polyconsommateurs de psychotropes).
Chez les héroïnomanes, le diazépam est utilisé comme substitut aux opiacés. Dans ce contexte, il est aussi désigné sous les termes D10 ou Roche.
Les cocaïnomanes peuvent être amenés à consommer des benzodiazépines lors de la phase dite de descente, moment de mal-être physique et psychique intense dû à l'élimination de la drogue par l'organisme. 
Chez les malades alcooliques, il est utilisé pour atténuer le syndrome de manque induit par l'éthanol.
En association avec l'alcool éthylique, les benzodiazépines peuvent être utilisées dans le but de commettre des actes délictueux. Ce mélange détonnant entraîne en effet une modification sévère et marquée du comportement, avec une perte des inhibitions accompagnée d'une amnésie antérograde.
En France, depuis que le flunitrazépam (Rohypnol) a été retiré du marché, et le clonazépam (Rivotril) rendu plus difficile d'accès (seuls les neurologues et les pédiatres peuvent le prescrire), le diazépam est devenu l'un des médicaments les plus détournés de son usage thérapeutique.

## Dans la culture populaire

### Dans les chansons
- En 1966, la chanson Mother's Little Helper, incluse dans l'album Aftermath des Rolling Stones, dénonce la toxicomanie légale et médicalement assistée des mères au foyer nées avec la commercialisation du Valium.
- En 1972, dans l'album Transformer de Lou Reed, la chanson Walk on the Wild Side fait référence au Valium.
- En 1976, au sein de son album Analyse, le chanteur Philippe Chatel, dans sa chanson Blues Euphorisant, parvient à nommer dix-sept médicaments psychotropes distincts (noms propres et/ou leurs appellations scientifiques), parmi lesquels, dès le deuxième vers et troisième dans leur ordre d'apparition dans la chanson, le Valium.
- En 1980, la chanteuse Toyah Wilcox du groupe Toyah parle d'un monde positif mais illusoire dans la chanson Street Addict (bonus track sur Blue Meaning, ou en EP). Le mot « Valium » est répété un grand nombre de fois au second plan et au premier.
- En 1981, le chanteur Hubert-Félix Thiéfaine évoque le Valium dans la chanson Scènes de Panique Tranquille de l'album Dernières balises (avant mutation).
- En 1982, dans sa chanson Berceuse, extraite de son album C'est pas du bronze, Jacques Dutronc cite quinze médicaments psychotropes différents, dont le Valium.
- En 1990, puis en 1994, le groupe de punk-rock Bad Religion fait référence au Valium dans la chanson "21st Century" (Digital Boy) sur les albums Against the Grain (1990), puis Stranger than Fiction (1994).
- En 1991, le chanteur Steve Marriott périt dans un incendie causé par lui-même après qu'il fut rendu inconscient par un mélange de drogue, d'alcool et de Valium.
- En 1992, La chanson de Jacques Dutronc L'âme Sœur, présentée lors de son enregistrement public au Casino de Paris (Dutronc au Casino) et incluse trois ans plus tard dans son album studio de 1995 Brèves Rencontres, commence ainsi : « Cherche détresse vénale, Empoisonneuse au Véronal, Cherche Vénus à Valium, Tueuse munie de Parabellum... »
- En 1998, le groupe Belle and Sebastian fait référence au Valium dans la chanson Sleep the Clock Around de l'album The Boy with the Arab Strap.
- En 1999, Damien Saez fait référence au valium dans la chanson Amandine II issue de l'album Jours étranges. Entre valium et ecstasy mais dis-moi qui va me sauver.
- En 2000, l'album Pump Up the Valuum par NOFX traite aussi de la toxicomanie et particulièrement celle attachée à la prise de médicaments légaux. Le groupe a d'ailleurs été attaqué par les laboratoires Roche pour utilisation du nom Valium sans leur consentement (en outre, dans le titre Creeping Out Sara sorti l'année suivante, le groupe parle de diazépam et non de Valium : « That's the problem with diazepam, so many things I don't remember », en français : « C'est le problème avec le diazépam, tant de choses dont je ne me souviens pas... »).
- En 2000, le groupe Queens of the Stone Age fait référence aux drogues dans la chanson Feel Good Hit of the Summer de l'album Rated R, notamment au Valium.
- En 2003, sur leur split Fuzzsplit of the Century avec Firestone, Truckfighters sort une chanson nommée Valium.
- En 2008, la chanson Valerie Yum par The Dandy Warhols, sur l'album Earth to The Dandy Warhols, est une référence au Valium.
- En 2008, une des chansons de l'album Forth du groupe de rock anglais The Verve s'intitule Valium Skies.
- Valium est aussi une chanson du groupe Mutemath, sur leur album Armistice, sorti en 2009.
- En 2009, le chanteur Jeffree Star fait référence au Valium dans sa chanson Beauty Killer, sur l'album du même nom : Doll Eyes Stare Into Valium Colored Skies.
- L'album Relapse du rappeur Eminem, paru en 2009, traite en grande partie du Valium. Eminem a été un grand consommateur de Valium.
- En 2010, la chanteuse américaine Uffie fait référence au Valium dans sa chanson ADD SUV, de l'album Sex, Dreams & Denim Jeans, et associe notamment celui-ci à la bourgeoisie américaine qui utilise alcool et médicaments pour échapper à sa monotonie.
- En 2010, les membres du groupe Vulgaires Machins, populaires au Québec, traitent du Valium dans leur album intitulé Requiem pour les sourds.
- En 2010, le groupe The Slugz intitule God Saves Valium la neuvième chanson de leur album Unbreakable.
- En 2010, le chanteur Dooz Kawa fait référence au Valium dans sa chanson Bouquet de Proses. Il parle également des benzodiazépines comme d'un remède aux malheurs permanents de la vie dans Le Temps des Assassins (2017)[38].
- La chanteuse américaine Lana Del Rey parle également du Valium dans sa chanson Beautiful Player, enregistrée en 2011 : "V is for my valiant Valium baby."
- En 2018, sur le titre Nos Gènes de l'album Sapiens du groupe de rap bruxellois L'Or du Commun, Loxley fait référence, dans son couplet, au Valium comme moyen d'anesthésier une ville entière[39].
- En 2019, dans l'EP L'Ami des bêtes de Piard, la chanson Roudoudou fait à un moment référence au Valium.
- En juillet 2020, le musicien britannique Ren Gill sort une chanson nommée Diapezam[40], qu'il a dû prendre pendant longtemps pour contrer sa maladie.

### Films et séries télévisées
- Le Prince Valium est un personnage lent et soporifique de  La Folle Histoire de l'Espace.
- Dans le film  Une Vie volée, Lisa Rowe (Angelina Jolie) est dépendante au Valium.
- Dans le film  Annie Hall de Woody Allen, Annie (interprétée par Diane Keaton), doublement irritée par une mutuelle "panne" sexuelle avec son conjoint Alvy (Woody Allen) et par la désapprobation de celui-ci à l'idée qu'elle prenne un Valium, lui rétorque vigoureusement qu'elle en a besoin d'un : "I need a Valium !"
- Dans le film  Minuit à Paris (Midnight in Paris) de Woody Allen, Gil, le personnage principal (interprété par Owen Wilson), a toujours du Valium sur lui.
- Dans Old Boy de Park-chan Wook, on administre, de manière forcée, à Oh-Dae Su (Choi Min-sik) des doses quotidiennes de Valium, sous forme de gaz, pendant les quinze années où il est séquestré.
- Dans le film Joyeuses Funérailles, la fiancée de Simon lui donne du Valium, mais le comprimé est en fait un puissant hallucinogène.
- Dans le film 28 Jours plus tard, Célena offre du Valium à Jim et Anna, la fille de Frank, pour dormir lorsqu'ils sont à l'extérieur.
- Dans la série Les Soprano, Anthony Soprano, Jr., se fait administrer du Valium après une tentative de suicide.
- Dans la série The Big Bang Theory, Howard est obligé de droguer Sheldon au Valium pour le ramener chez Léonard.
- Dans la série Shameless (US), Frank donne du Valium à Hiram "Hymie", le fils de Karen, pour le faire dormir.
- Dans l'épisode 18 de la saison 8 de Friends, Phoebe souhaite prescrire du Valium à un ami (Alec Baldwin), car celui-ci serait trop enthousiaste au sujet du monde qui l'entoure.
- Dans l'épisode 10 de la saison 2 de Fringe, Walter Bishop souhaite qu'on lui donne du diazépam (50 mg car il a "une tolérance élevée") avant de faire une IRM de son cerveau.
- Dans le film Les Infiltrés, William « Billy » Costigan, Jr. (joué par Leonardo DiCaprio), recherche à obtenir du Valium auprès de Madolyn (Vera Farmiga).
- Dans l'épisode 4 de la première saison de Origin, Venisha donne du diazépam à Evelyn Rey (joué par Nora Arnezeder).
- Dans le film Trainspotting de Danny Boyle, Marc Renton (Ewan McGregor) prend du Valium pour essayer de combler le manque de drogue dure.
- Dans La Casa de Papel, Nairobi (jouée par Alba Flores) administre par voie intramusculaire du diazépam au gouverneur de la Banque d'Espagne.
- Dans Invisible Man, Cecilia Kass (jouée par Elisabeth Moss) administre du diazépam à son mari pour échapper à sa séquestration.

### Littérature
- Les personnages des livres de l'écrivain américain Bret Easton Ellis consomment du Valium (entre autres) de manière régulière.
- Dans une planche du premier tome de la bande-dessinée Flander's Company, le docteur Parker brandit une seringue géante remplie d'un liquide bleuté, mentionné comme étant du Valium.
- Dans Angels in America, l'un des personnages est sujet à des hallucinations liées à un excès de Valium.
- Sara Goldfarb, l'un des principaux protagonistes de Retour à Brooklyn de Hubert Selby, est un autre exemple de femme au foyer "shootée" au Valium.
- Le valium est mentionné dans Ça de Stephen King

### Jeux vidéo
- Plusieurs protagonistes du jeu vidéo Metal Gear Solid semblent faire un usage détourné du diazépam pour se détendre lors de l'utilisation du fusil de sniper, le HK PSG1. Ainsi, le héros Solid Snake et la tireuse d'élite Sniper Wolf en utilisent. Cette dernière semble totalement dépendante à cet anxiolytique[citation nécessaire].
- Dans le jeu vidéo Life is Strange, Nathan Prescott a une boîte de diazépam 15 mg dans son casier de sport.

## Divers
Le diazépam fait partie de la liste des médicaments essentiels de l'Organisation mondiale de la santé (17e édition, établie en mars 2011).